# رينيه دوبريه
 رينيه دوبريه (René Duprée). ولد في 15 ديسمبر 1983 م، وهو مصارع كندي محترف شارك في اتحاد الدبليو دبليو إي، وسماكدون (Smack Down). وحقق نجاحات من أهمها فوزه بحزام باد بلود لعام 2003م وهو بعمر العشرين، وكان مصارع سابقًا في اتحاد الدبليو دبليو إي (WWE) تحت اسم رينيه دوبريه، وهو ابن المصارع أيملي دوبريه، وانضم بعدها لـ الدبليو دبليو إي في عرض أوهايو فالي رسلينغ لتنمية مهاراته، وأول ظهور له كان في 23 أبريل مع صديقه عندما هاجما سكوت ستاينر، وتمكّنا بعدها من الفوز ضد سكوت ستاينر وتيست.

## ولادته و حياته
ولد رينيه في عام 1983م ، وقد كان والده (أيملي) بعمر 48 عامًا حينها. تزوج دوبريه بامرأة يابانية تدعى كاناكو في 14 أكتوبر 2009 م

## مشاركاته
فاز فريقه ببطولة الفِرق في عرض باد بلود (Bad Blood) 2003 عندما هزموا كين وروب فان دام، وبهذا أصبح دوبريه أول بطل يفوز بحزام وهو بسن العشرين. وفي 25 مارس 2004 ذهب دوبريه إلى عرض سماكداون (Smack Down)، وحاول الفوز ببطولة الولايات المتحدة ضد جون سينا، وتحدى جون سينا بمباراة وقد حددت المباراة من قبل المدير العام لسماكداون كرت أنغل، ولكن تمكّن سينا من الفوز.
وشارك بعدها بمباراة رباعية للإقصاء ولكن فاز بها سينا أيضاً. وبعدها تمكّن دوبريه من الفوز ببطولة الفرق، الأمر الذي جعله أصغر بطل للفرق، ولكنه خسرها ضد تشارلي هاز وهار ديكور هولي. وفي يوم 18 يونيو 2005 في عرض فيلوستي دعا نفسه بالظاهرة الفرنسية وفاز على مارك جيندراك، وغير من مظهره، وقد فاز ببطولة الدبليو دبليو إي للفرق مرة واحدة وبطولة العالم للفرق مرة واحدة وحاز مع رفيقه على جائزة أسوأ فريق للعام.

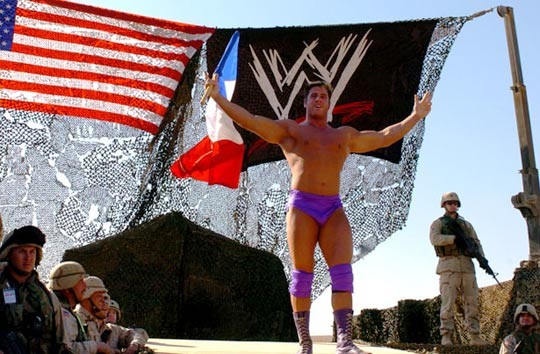
دوبريه في العراق سنة 2004

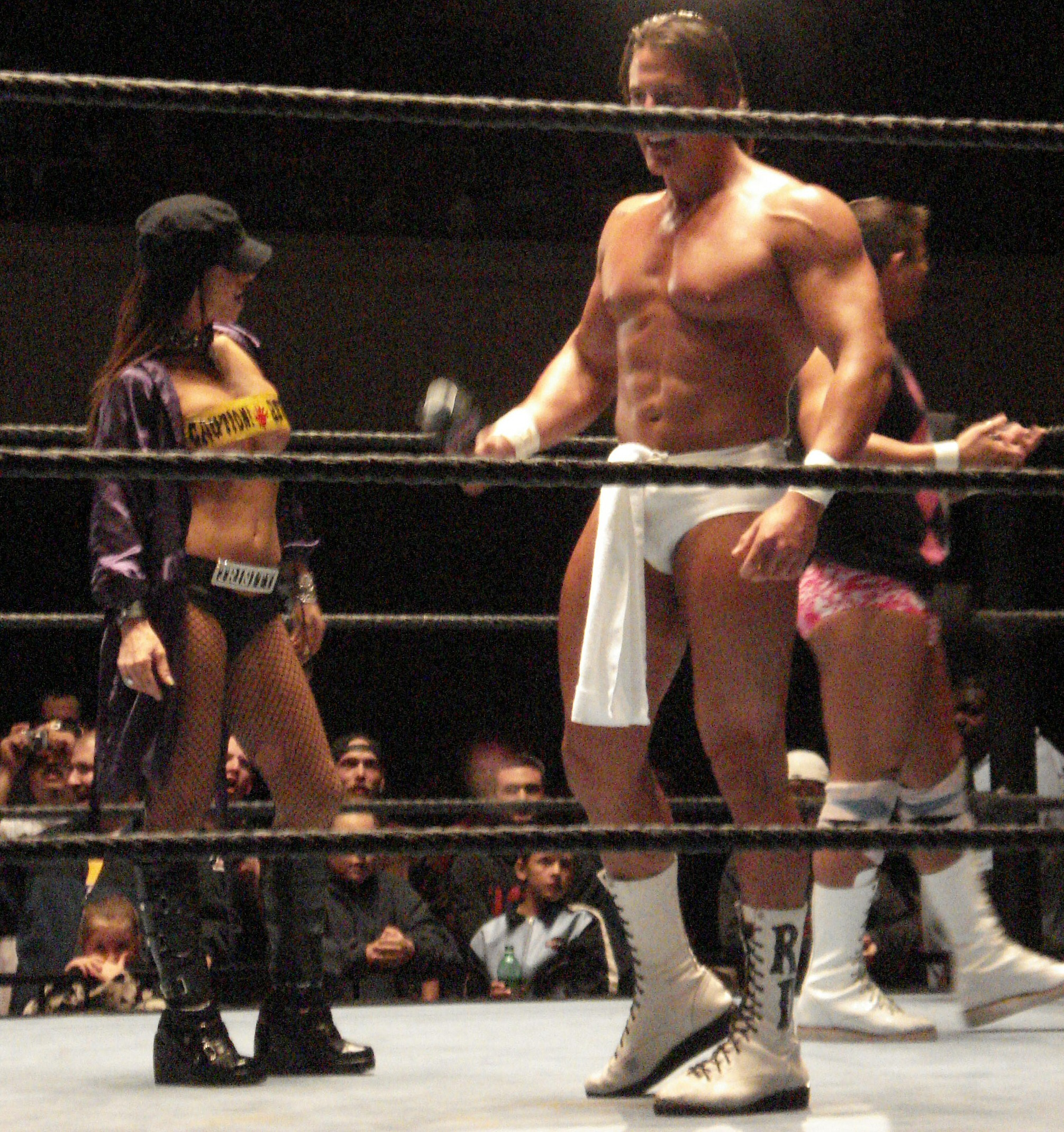
رينيه في عرض أي سي دبليو

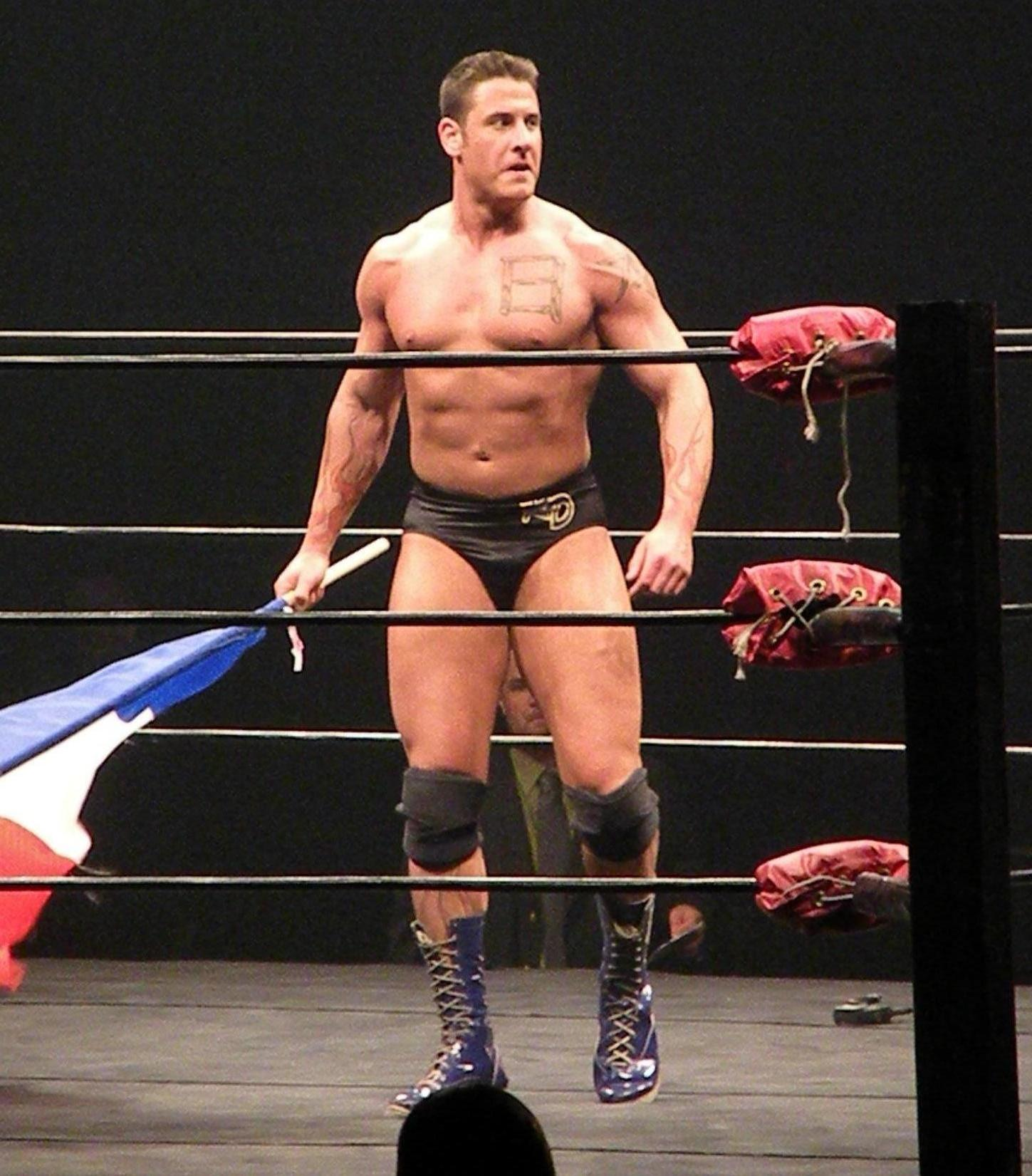
دوبريه سنة 2009

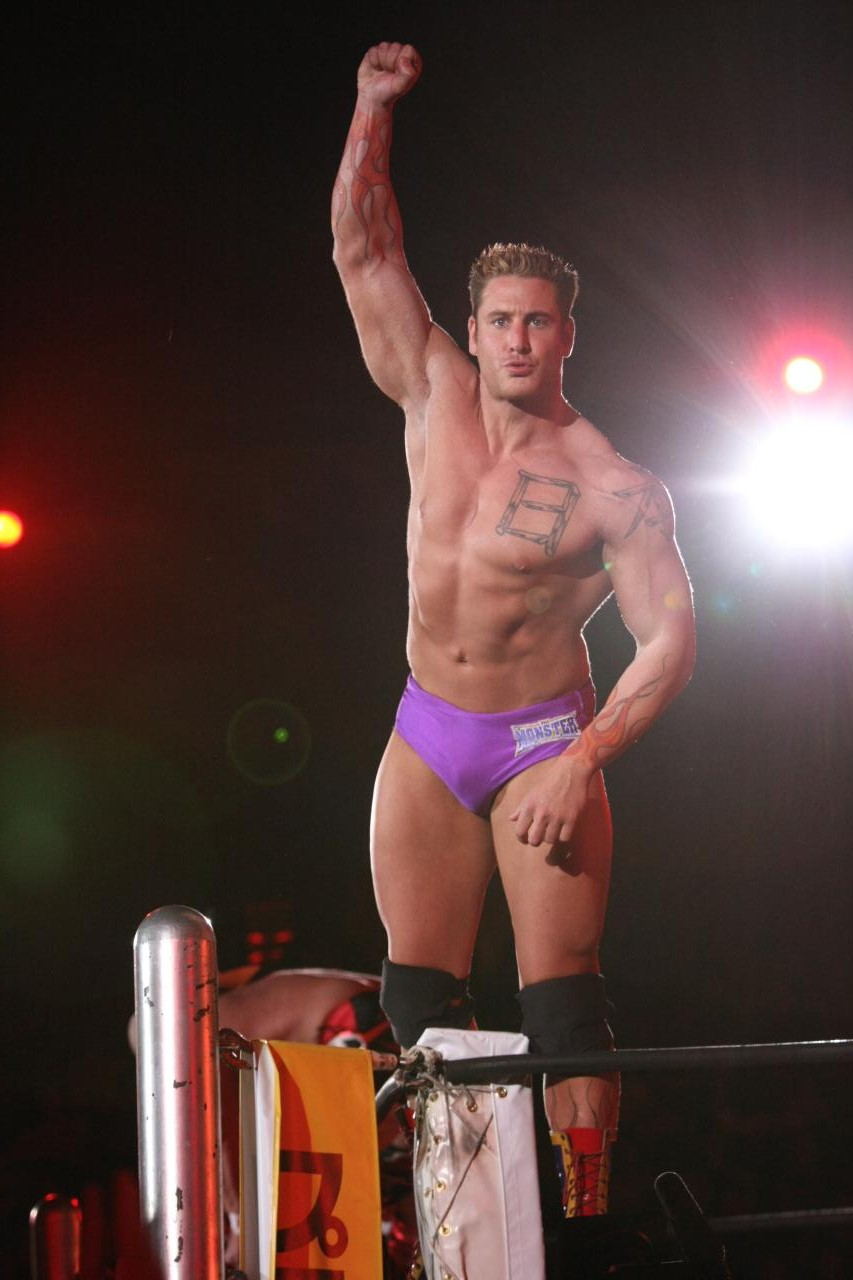
المصارع رينيه دوبريه في عام 2009

## روابط خارجية
- رينيه دوبريه على موقع IMDb (الإنجليزية)
- رينيه دوبريه على موقع CageMatch worker (الإنجليزية)
- رينيه دوبريه على موقع قاعدة بيانات المصارعة على الإنترنت (الإنجليزية)
- رينيه دوبريه على موقع عالم المصارعة على الإنترنت (الإنجليزية)
- رينيه دوبريه على موقع عالم المصارعة على الإنترنت (الإنجليزية)